# برآفتآب سرفارياب (مقاطعة تشرام)
برآفتآب سرفارياب (بالفارسية: برآفتآب سرفاریاب) هي قرية تقع في قسم سرفارياب الريفي (مقاطعة تشرام) في إيران. يقدر عدد سكانها بـ 1,968 نسمة .